# Valerija Olegovna Maszlova
Valerija Olegovna Maszlova (cirill betűkkel: Валерия Олеговна Маслова; Rosztov-na-Donu, 2001. január 23. –) orosz kézilabdázó, a magyar FTC-Rail Cargo Hungaria játékosa.

## Pályafutása

### Klubcsapatokban
A 2017–2018-as szezonban mutatkozott be szülővárosának csapatában, a Rosztov-Donban, amellyel bajnoki címet nyert 2018-ban, 2019-ben és 2020-ban, valamint kupagyőztes volt 2018-ban és 2019-ben. A Bajnokok Ligája 2018–2019-es idényében csapatával bejutott a sorozat döntőjébe, ott azonban 25–24 arányban alulmaradtak a Győri Audi ETO-val szemben. A 2020–2021-es idénytől a montenegrói Budućnost Podgorica játékosa. 2022 februárjában a CSKA Moszkvához igazolt. A szezon végén kupagyőzelmet ünnepelhetett a fővárosi csapattal. 2022 júliusában aláírt a Metz Handballhoz. 2023-ban a francia bajnokságot és a Francia Kupát is megnyerte a csapattal. A 2023-2024-es idényt megelőzően a rivális Brest Bretagne Handballhoz igazolt. 2024 nyarától a FTC-Rail Cargo Hungaria játékosa. Kupagyőztes lett az FTC játékosaként a 2024-2025-ös szezonban, azonban egy évet követően távozott a zöld-fehérektől, és a román CSM București játékosaként folytatta pályafutását.

### A válogatottban
A 2017-es U17-es Európa-bajnokságon beválasztották a torna All Star-csapatába. 2018-ban tagja volt a világbajnoki negyedik U20-as csapatnak és az egyik legjobbja volt a világbajnoki aranyérmet nyerő U18-as válogatottnak. Az orosz felnőtt válogatottban. 2018. március 22-én mutatkozott be. A 2019-es U19-es Európa-bajnokságon újból beválasztották az All Star-csapatba.

## Sikerei, díjai
Rosztov-Don
- Orosz bajnok: 2018, 2019, 2020
- Orosz Kupa-győztes: 2018, 2019

Ferencvárosi TC
- Magyar Kupa-győztes: 2025